# Толмасов Андрій Миколайович
Толмасов Андрій Миколайович — солдат підрозділу Національної гвардії України, учасник російсько-української війни, який загинув у ході російського вторгнення в Україну в 2022 році.

## Життєпис
Андрій Толмасов народився 12 травня 1994 року. Брав участь в АТО на сході України в складі 3-го взводу оперативного призначення 1-го відділення 4-тої бригади оперативного призначення НГУ (в/ч 3018). З початком повномасштабного російського вторгнення в Україну перебував на передовій, обіймав посаду солдата військової служби за контрактом. Загинув 7 березня 2022 року під час виконання бойового завдання, коли отримав поранення несумісне життя.

## Нагороди
- орден «За мужність» III ступеня (2022, посмертно) — за особисту мужність і самовіддані дії, виявлені у захисті державного суверенітету та територіальної цілісності України, вірність військовій присязі[2].